# Nosorożce
Nosorożce (Rhinocerotinae) – podrodzina ssaków kopytnych z rodziny nosorożcowatych (Rhinocerotidae).

## Podział systematyczny
Do podordziny należą następujące występujące współcześnie rodzaje:
- Ceratotherium J.E. Gray, 1868 – jedynym żyjącym współcześnie przedstawicielem jest Ceratotherium simum (Burchell, 1817) – nosorożec biały
- Diceros J.E. Gray, 1821 – jedynym żyjącym współcześnie przedstawicielem jest Diceros bicornis (Linnaeus, 1758) – nosorożec czarny
- Rhinoceros Linnaeus, 1758
- Dicerorhinus Gloger, 1841 – jedynym występującym współcześnie przedstawicielem jest Dicerorhinus sumatrensis (G. Fischer, 1814) – nosorożec sumatrzański

Opisano również rodzaje wymarłe:
- Coelodonta Bronn, 1831[48]
- Dihoplus J.F. von Brandt, 1878[49]
- Gaindatherium Colbert, 1934[50]
- Lartetotherium Ginsburg, 1974[51] – jedynym przedstawicielem był Lartetotherium sansaniense (Lartet, 1848)
- Miodiceros Giaourtsakis, 2022[52] – jedynym przedstawicielem był Miodiceros neumayri (Osborn, 1900)
- Nesorhinus Antoine, Reyes, Amano, Bautista, Chang, Claude, De Vos & Ingicco, 2022[53]
- Paradiceros Hooijer, 1968[54] – jedynym przedstawicielem był Paradiceros mukirii Hooijer, 1968
- Parvorhinus Pandolfi & Martino, 2023 – jedynym przedstawicielem był Parvorhinus steinheimensis (Jäger, 1839)
- Pliorhinus Pandolfi, Pierre-Olivier, Bukhsianidze, Lordkipanidze & Rook, 2021
- Rusingaceros Geraads, 2010[55] – jedynym przedstawicielem był Rusingaceros leakeyi (Hooijer, 1966)
- Stephanorhinus M. Kretzoi, 1942[56]